# Lijst van koningen van Lan Xang
Dit is een lijst met de koningen (Phraya-dynastie) van het koninkrijk Lan Xang. Voor zover ze bekend zijn, zijn de jaartallen vermeld. Tussen haakjes staan de alternatieve namen of spellingen van de koningen vermeld (voor vermelding van de bronnen zie Lan Xang):
- 1353 - 1371 koning Fa Ngum (Naguna)
- 1371 - 1417 koning Phaya Samsenthai (Huan Rum)
- 1417 - 1428 koning Lan Kham Deng
- 1428 - 1429 koning Phommathat
- 1429 - 1430 koning Youkhon
- 1430 - 1432 koning Kong Kham
- 1432 koning Kham Tam Sa
- 1432 - 1433 koning Lue Sai
- 1433 - 1436 koning Khai Bua Ban
- 1436 - 1438 koning Kham Keut
- 1438 koningin Keo Phim Fa
- 1438 - 1441 1e Interregnum
- 1441 - 1478 koning Sao Tia Kaphat
- 1478 - 1485 koning Souvanna Banlang (Theng Kham)
- 1485 - 1495 koning Lasenthai
- 1495 - 1500 koning Som Phu
- 1500 - 1520 koning Visunarat
- 1520 - 1550 koning Photisarat I
- 1550 - 1571 koning Sai Setthathirat I
- 1571 - 1572 koning Nokkeo Kumman, 1e keer
- 1572 - 1575 koning Sensulinthara, 1e keer
- 1575 - 1579 koning Vorawongse I
- 1580 - 1582 koning Sensulinthara, 2e keer
- 1582 koning Nakhon Noi
- 1582 - 1591 Interregnum. Lan Xang bezet door de Birmezen
- 1591 - 1596 koning Nokkeo Kumman, 2e keer
- 1596 - 1622 koning Vorawongse II
- 1621 - 1622 koning Uponyuvarat I
- 1623 - 1627 koning Pothisarat II
- 1627 - 1633 koning Mom Keo
- 1633 - 1637 koning Uponyuvarat II (Ton Kham)
- 1637 - 1638 koning Visai
- 1638 - 1690 koning Sulinya Vongsa (Souligna-Vongsa)
- 1690 - 1695 koning Tian Thala
- 1695 - 1698 koning Nan Tharat
- 1698 - 1707 koning Sai Setthathirat II, de laatste koning van Lan Xang en de eerste koning van Vientiane

Hierna brak Lan Xang in 1707 uiteen in twee delen, Luang Prabang en Vientiane:
- de lijst met Luang Prabangs koningen
- de lijst met Vientianes koningen

In 1713 zou ook Champassak zich afsplitsen van Vientiane:
- de lijst met Champassaks koningen